# Перкедел
Перкеде́л (индон. perkedel), реже пергеде́л, бергеде́л, бергеди́л или бегеди́л (индон. pergedel, bergedel, bergedil, begedil) — блюдо индонезийской кухни, представляющее собой вариацию европейских фрикаделек. В отличие от последних, готовятся в основном из продуктов растительного происхождения — картофеля, кукурузы, батата, тапиоки, тогда как мясо, рыба или морепродукты обычно добавляются в фарш в той или иной пропорции либо не используются вовсе.
Блюдо имеет множество вариантов в плане состава ингредиентов. Чаще всего перкеделы подаются в жареном виде, но иногда после обжарки могут дополнительно подвергаться тушению или же добавляться в супы. Пользуются популярностью в различных  регионах страны, имеют некоторое распространение за её пределами, в частности, в соседних государствах Юго-Восточной Азии — Сингапуре и Малайзии, а также в Нидерландах, бывшей метрополии Индонезии.

## Происхождение и распространение

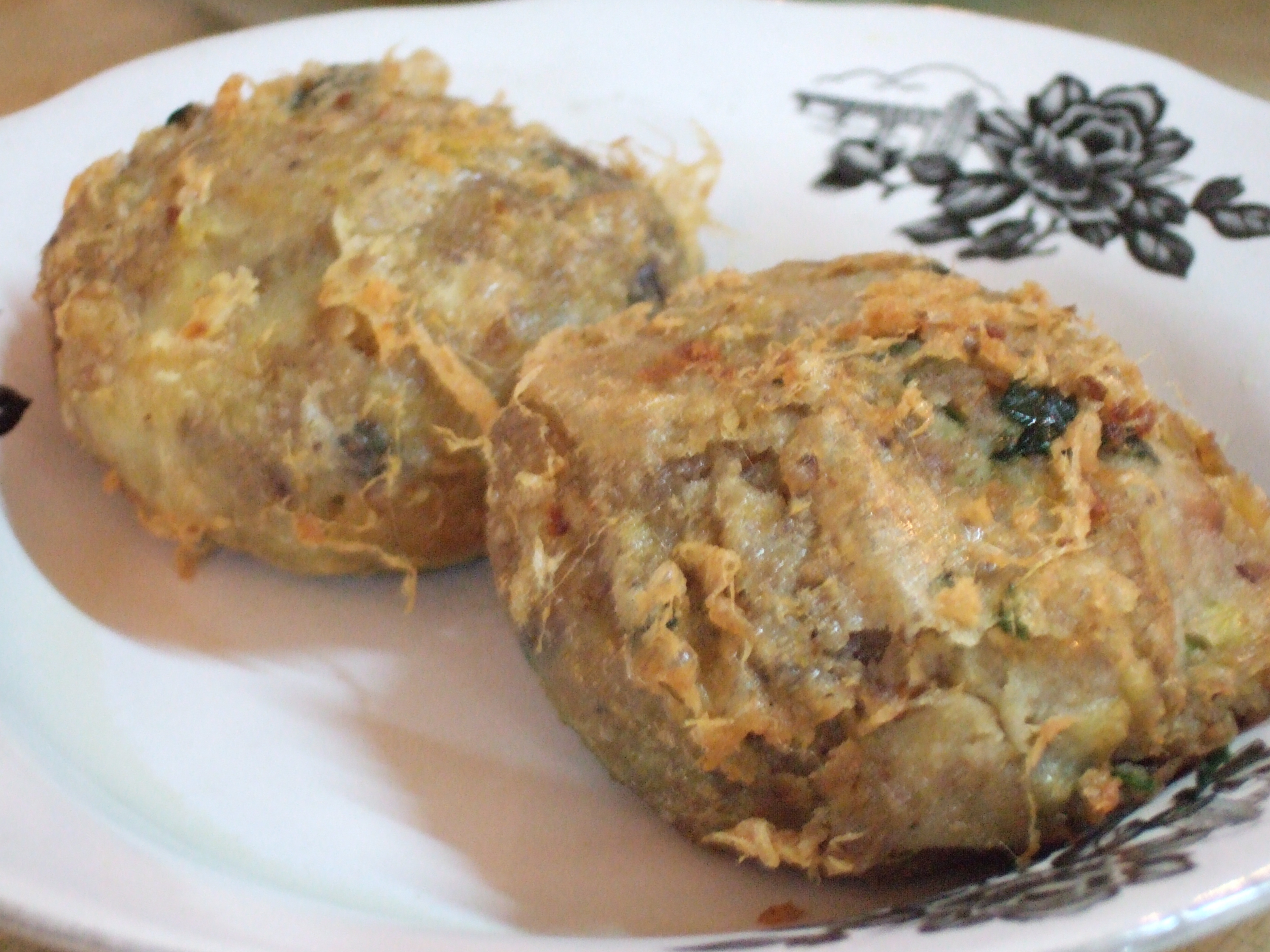
Перкеделы из смеси картофельного пюре и мясного фарша

Перкедел не является исконным индонезийским кушаньем, а представляет собой местную модификацию европейской фрикадельки. Рецепт фрикаделек был освоен индонезийцами в период нидерландского колониального владычества, однако со временем претерпел весьма существенные изменения. Главное из этих изменений заключалось в полной или частичной замене мяса — основного ингредиента классических фрикаделек — продуктами растительного происхождения, более доступными для большинства индонезийцев. Несколько иной стала и техника изготовления фарша. Кроме того, перкеделы, в отличие от своих европейских «прародителей», весьма обильно сдабриваются специями и пряностями — подобно большинству традиционных блюд индонезийской кухни.
На индонезийской почве изменился не только рецепт блюда, но и его название. Голландское слово «фрикаде́л» (нидерл. frikadel) в силу фонетических особенностей местных языков стало произноситься чаще всего как «перкеде́л», реже, с озвончением согласных как «пергеде́л» и «бергеде́л», а во многих местностях Явы претерпело ещё более значительную эволюцию, превратившись в «бергеди́л», «бергиди́л» и «бегиди́л».
Примечательно, что сами голландцы в период своего господства в Индонезии переняли изготовление и потребление перкеделов: это блюдо вошло в сложившуюся в среде колонизаторов так называемую «ост-индскую кухню», сочетавшую европейские и индонезийские кулинарные традиции. В частности, оно стало одной из традиционных составляющих рийстафеля — комплексного обеда из нескольких поданных одновременно кушаний. В этом качестве перкеделы по-прежнему подаются и в современных Нидерландах — в многочисленных индонезийских ресторанах этой страны или в семьях, имеющих индонезийские корни.
Кроме того, уже в постколониальный период интенсивные трудовые миграции индонезийцев в соседние Сингапур и Малайзию способствовали распространению практики изготовления перкеделов в этих странах. Примечательно, что там это блюдо фигурирует в основном под яванизированными вариантами названия — «бергидил» либо «бегидил» — в силу того, что большую часть индонезийцев, отправляющихся на работу за рубеж, традиционно составляют яванцы.

## Приготовление и разновидности
Перкеделы могут готовиться из самых различных продуктов растительного или животного происхождения. Наибольшей популярностью  среди первых пользуются картофель, кукуруза и тапиока, несколько реже используются батат, тофу, темпе. Довольно широко распространены перкеделы из рыбы и морепродуктов. Мясо — обычно говядина или козлятина, а также курятина используются тоже нередко, однако, как правило, не в чистом виде: чаще мясной или куриный фарш примешивается к картофельной или кукурузной массе, составляя при этом не более половины от общего объёма готового блюда. Помимо свежего мяса в современной Индонезии для приготовления перкеделов иногда в ход идут мясные консервы или солонина. Вообще, с течением времени рецептура перкеделов становится всё более разнообразной, в качестве сырья для этого блюда осваиваются всё новые продукты: так, в кулинарных изданиях XXI века фигурируют перкеделы из моллюсков, грибов, фасоли, джекфрута и даже варёных макарон, а в качестве дополнительных ингредиентов фарша предлагается использовать капусту, морковь, вигну или мякоть помидора.
Примечательно, что для приготовления картофельного пюре — основного либо дополнительного ингредиента многих видов перкелелов — картофель обычно не варится, а, нарезанный на ломтики, обжаривается в растительном масле. Картофель,  тапиока или тофу разминаются до образования однородной вязкой массы, а варёная кукуруза может использоваться как в толчёном, так и в цельнозерновом виде. Мясо, курятина и рыба в большинстве случаев рубятся в фарш в уже готовом, жареном или варёном виде: в прошлом их измельчали с помощью специальных топориков или тесаков, однако в современных условиях для приготовления фарша обычно используются ручные или электрические мясорубки или блендеры.
Помимо одного или двух основных ингредиентов, в фарш, как правило, добавляется измельчённый репчатый или зелёный лук либо же лук-шалот, иногда различная зелень, а также специи — это могут быть чеснок, красный, чёрный или белый перец, кориандр, калган, лумбанг, имбирь, цимбопогон и др. В некоторых случаях в фарш добавляется кокосовое молоко, соевый соус, сок лайма или лимона, при этом он может дополнительно загущаться с помощью пшеничной, кукурузной либо саговой муки.
Из фарша формуются биточки сопоставимые по размеру с традиционными европейскими фрикадельками — обычно круглые либо слегка сплюснутые по бокам, реже сплюснутые достаточно сильно — до формы, близкой к русским оладьям. Биточки как правило обваливаются в яичном кляре либо в мучной панировке, в которую иногда добавляется дополнительный набор специй, и жарятся в большом количестве растительного масла. Некоторые рецепты предусматривают варку перкеделов в бульоне или на пару, другие — тушение, как правило, после предварительного обжаривания.
Существует огромное множество вариаций перкеделов, различающихся по исходных продуктам и их сочетанию, набору специй и пряностей, а также составу кляра или панировочного покрытия. Многие виды этого кушанья традиционно считаются кулинарными специалитетами каких-то городов или регионов Индонезии. Так, на Яве весьма популярны перкеделы из тофу. Кроме того, во многих местностях этого острова, а также в Малайзии, принято фаршировать рыбные или куриные перкеделы перепелиным яйцом. На Сулавеси в ход особенно часто идёт морская или пресноводная рыба, причём различные местности имеют в этом плане свои преференции: например, в Манадо популярны перкеделы из рыбы Awaous melanocephalus семейства бычковых, по форме напоминающие оладьи. В падангской кухне, распространённой в современной Индонезии далеко за пределами её изначального северосуматранского ареала, чаще используется говядина и говяжьи субпродукты и, кроме того, перкеделы обычно обжариваются в весьма остром и пряном фритюре. Специалитетом острова Амбон являются перкеделы из макрели, фарш для которых готовится с добавлением тёртой копры и сельдерея, приправляется красным перцем, кориандром и лумбангом. Вполне традиционны перкеделы из макрели с копрой и для восточнояванского округа Гресик, но там фарш принято приправлять лаймовым соком и тмином, а сельдерей не используется.

## Подача и употребление

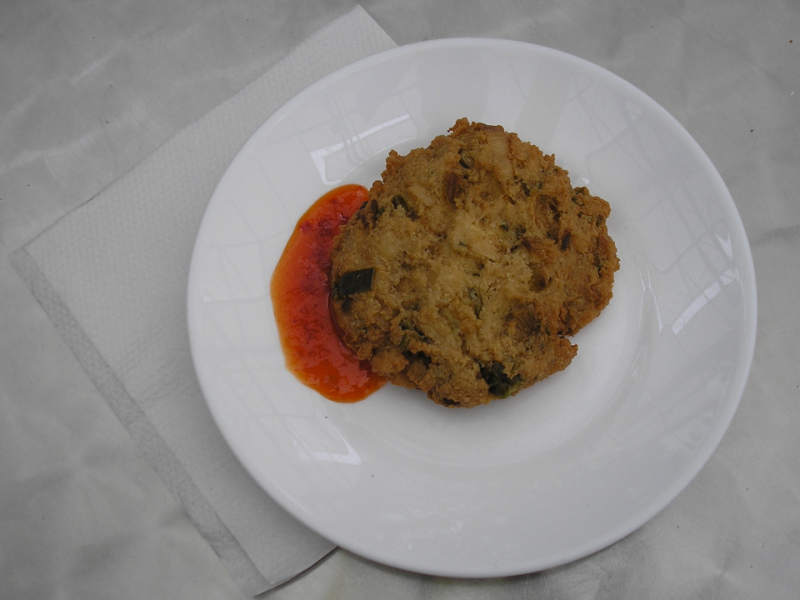
Перкедел из тофу, поданный с самбалом

Перкеделы принято есть в горячем виде — сразу после приготовления или разогретыми. Как правило, они служат основным блюдом и могут подаваться с различными гарнирами: рисом, лапшой, свежими или мочёными овощами. Весьма часто к перкеделам подаются традиционные индонезийские приправы — солёный или сладкий соевый соус и перечная паста самбал.
В Джакарте и во многих других местах Явы существует традиция подачи перкеделов с куриным супом или бульоном. Схожая подача получила распространение и в Малайзии, однако там сопровождать порцию перкеделов могут и другие виды супов. Кроме того в Малпайзии, как и в некоторых районах Индонезии практикуется заправка перкеделов — преимущественно куриных или мясных — непосредственно в супы.
Перкеделы являются распространённым блюдом в равной мере в домашней кухне и в меню предприятий общественного питания. В Индонезии они весьма часто подаются в традиционных харчевнях, располагающихся на людных улицах или на рынках. Так, в Бандунге большой популярностью среди горожан и гостей города пользуется рыночная харчевня, с 1985 года подающая исключительно картофельные перкеделы, которые готовятся по-старинке — на дровах.